# Le Divan (émission de télévision)
Pour les articles homonymes, voir Divan.
Le Divan est une émission télévisée qui a vu le jour le 4 avril 1987. Elle se déroule à la manière des consultations de psychanalyste et dure environ vingt-cinq minutes. Henry Chapier, l'animateur et créateur de l'émission, va y recevoir plus de trois cent personnalités parmi lesquelles Francis Ford Coppola, Serge Gainsbourg, Claudia Cardinale, Arletty, Enki Bilal, Mylène Farmer, Spike Lee, Ségolène Royal, Jean-Marie Le Pen ou encore Christian Lacroix) qui répondent à ses questions allongées sur un divan jaune, devenu le symbole de l'émission. Le Divan reste réputé pour l'originalité de ses entretiens ainsi que la personnalité et la voix marquantes de son animateur et créateur.
En novembre 2005, le divan jaune et le fauteuil rouge d'Henry Chapier sont mis aux enchères. Après une séance animée, Omar Harfouch acquiert pour 65 000 euros le fameux fauteuil de marque italienne « Poltrona Frau » que Marc-Olivier Fogiel et Stéphane Courbit lui ont également disputé. À la demande d'Henry Chapier, les bénéfices de la vente sont reversés à l'organisation Reporters sans frontières.

## Reprise de l'émission
Marc-Olivier Fogiel reprend l'émission en février 2015 sur France 3. Après trois saisons, l'émission est mise en pause le 27 juin 2017. Le vendredi 27 avril 2018, France 3 rediffuse en deuxième partie de soirée l'émission consacrée à Florent Pagny qui réunit 1,18 million de téléspectateurs soit 9,6 % du public. Le 25 mai 2018, France 3 programme un numéro inédit en prime-time avec Laurent Gerra.
En avril 2019, fraîchement nommé directeur général de BFM TV, Marc-Olivier Fogiel est contraint par le groupe Altice qu'il rejoint, de cesser toute autre collaboration audiovisuelle avec d'autres antennes et il cesse ainsi d'animer l'émission de France 3.

## Personnalités invitées par Henry Chapier puis par Marc-Olivier Fogiel
- Pierre Arditi
- Pierre Bergé
- Arielle Dombasle
- Jack Lang
- Amanda Lear
- Claude Lelouch
- Fabrice Luchini
- Frédéric Mitterrand
- Lambert Wilson